# Effingham (Kansas)
Effingham és una població dels Estats Units a l'estat de Kansas. Segons el cens del 2000 tenia 588 habitants.

## Demografia
Segons el cens del 2000, Effingham tenia 588 habitants, 236 habitatges, i 155 famílies. La densitat de població era de 420,4 habitants/km².
Dels 236 habitatges en un 31,4% hi vivien nens de menys de 18 anys, en un 55,5% hi vivien parelles casades, en un 9,3% dones solteres, i en un 34,3% no eren unitats familiars. En el 30,9% dels habitatges hi vivien persones soles el 18,2% de les quals corresponia a persones de 65 anys o més que vivien soles. El nombre mitjà de persones vivint en cada habitatge era de 2,49 i el nombre mitjà de persones que vivien en cada família era de 3,12.
Per edats la població es repartia de la següent manera: un 27,7% tenia menys de 18 anys, un 9% entre 18 i 24, un 21,9% entre 25 i 44, un 24,1% de 45 a 60 i un 17,2% 65 anys o més.
L'edat mediana era de 38 anys. Per cada 100 dones de 18 o més anys hi havia 86,4 homes.
La renda mediana per habitatge era de 37.656 $ i la renda mediana per família de 47.083 $. Els homes tenien una renda mediana de 30.139 $ mentre que les dones 20.000 $. La renda per capita de la població era de 14.505 $. Entorn del 2% de les famílies i el 4,5% de la població estaven per davall del llindar de pobresa.

## Poblacions més properes
El següent diagrama mostra les poblacions més properes.